# Star Wars Jedi Knight: Jedi Academy
A Star Wars Jedi Knight: Jedi Academy (gyakran tévesen Jedi Knight III-ként hivatkoznak rá) egy belső és külső nézetet egyaránt alkalmazó akciójáték, amely a Csillagok háborúja univerzumában játszódik. A játékot a Raven Software fejlesztette és a LucasArts adta ki Észak-Amerikában, míg a világ többi táján az Activision látta el a kiadói teendőket. A Jedi Academy 2003 szeptemberében került a boltokba, a későbbiekben pedig digitális úton is elérhetővé vált.
A Jedi Academy alatt ugyanaz az id Tech 3 motor dolgozott, mint amit Quake III Arena, illetve a játék előzménye, a Star Wars Jedi Knight II: Jedi Outcast is használt. A sorozatban először a játékos megalkothatta saját karakterét, illetve összeállíthatta fénykardját.
A játék főszereplője Jaden Korr, aki a jedi akadémia egy diákja és Kyle Katarn tanítványa. A játék során különböző küldetéseket kell majd végrehajtania, amit mestere vagy Luke Skywalker rábíz. A játék pozitív fogadtatásban részesült a Metacritic oldalán a PC-s változat 81, míg az Xbox változat 76 pontos átlagértékeléssel bír.
2019 szeptember 4.-én bejelentették, hogy készül egy port Nintendo Switch-re és Playstation 4-re és 2020 elején fog megjelenni.

## A játék története
Mint ismeretes, az uralkodó és kedvenc Halálcsillagja – közvetett – elpusztítása után, Luke visszatér a lázadás központjául szolgáló Yavin 4-re, és a rend felélesztése céljából Jedi akadémiát nyit, ahova kortól, nemtől, fajtól függetlenül akárki csatlakozhat. A kortól, nemtől, fajtól függetlenül Jaden Korr-ra keresztelt növendék is megpróbálkozik a bekerüléssel, ami a helyi flórával és Sithekkel való konfrontálódás után sikerül is. Ez ugyan eléggé megterhelő egy újonc Jedinek, azonban a kiképzés után jön csak a java, hiszen kiderül, hogy a Sithek nem üdülni jöttek a bolygóra, hanem egy speciális jogarral elszívni az erőt a régi Massasi (= Exar Kun szolgái) templomból, valamint eltulajdonítani Luke személyes jegyzeteit, amiben többek között a templomhoz hasonló, erőben dús helyek vannak megjelölve. A Sitheké ugyan nem – azonban a mi célunk így látatlanban is adott: megállítani a szektásokat, mielőtt véghezviszik a tervüket. Ez az alapszituáció első látásra elég komoly, misztikus cselekményt vázol fel.

## A játék belső része

### Életerő rendszer
A Jedi Academy-ban, mint ahogy számos más játékban is, a játékos 100 (Jedi Master fokozatban 50) életponttal rendelkezik, mely ha elfogy, akkor a karakter meghal, és értelemszerűen a játéknak vége. A játékos ezenkívül rendelkezik még egy energia-pajzs félével, mely szintén védi őt az energia-lövedékektől; akkor azonban nincs sok haszna, ha a játékos valamilyen magaslatról esik le: az esések és egyes fizikai sérülések ellen nem véd a pajzs.

### Mentési rendszer
A játékban alkalmazott mentési rendszer a sok helyen alkalmazott és már bevált mentési rendszer: a játékos bármikor menthet, check point-kor automatikus mentés van, illetve a játékos egy beállítható gyorsbillentyű lenyomásával gyorsmenthet (Quick Save), illetve gyorstölthet (Quick Load).

### Multiplayer rész
Mivel a Jedi Academy (a 2003-ban nagyon jónak számító) Quake 3 motorra épült, így Multiplayer rész is került a játékba, a Single Player, tehát történet rész mellé. A Quake 3 motor adta lehetőségek miatt sok fajta Multiplayer mód került be a játékba, a szokásos módokon (FFA – Free For All: mindenki mindenki ellen; Team FFA – ugyan az, mint az előző játékmód, csak két ellenséges csapat van szemben egy pályán; CTF – Capture The Flag: az ellenséges csapat zászlóját kell megszerezni) kívül néhány egyedi is található a programban:
- Duel: Az egyik legnépszerűbb játékmód, a párbaj, ahol csak két résztvevő van, a többiek nézik őket. A győztes bent marad az arénában, az új kihívó pedig belép.

### Egyéb
- A játék négy nehézségi fokozatban játszható: Padawan, Jedi, Jedi Knight, Jedi Master.
- Egyes pályákat lineárisan, egymás után kell,másokat tetszés szerinti sorrendben lehet végigjátszani,és nem kell mindet teljesíteni.
- A játékos többször társsal együtt halad egy pályán.
- A játékban lehetőség van lépegetővel menni, vagy védelemelhárító-ágyúkat használni.